# Khủng hoảng vụ bắt cóc tại Patikul 2009
Khủng hoảng vụ bắt cóc tại Patikul năm 2009 là khi những người tình nguyện của Hội Chữ Thập Đỏ Quốc tế bị Abu Sayyaf bắt cóc ngày 15 tháng 1 năm 2009 tại Patikul, Sulu, Philippines.

## Hoàn cảnh
Lực lượng Abu Sayyaf được thành lập từ thập niên 1980 với sự trợ giúp của al-Qaeda và từ đó nay này đã mở ra nhiều cuộc khủng bố phá hoại cùng là bắt cóc con tin trên khắp lãnh thổ Philippines. Thành phần Hồi giáo này đã bắt giữ ba nhân viên Hồng Thập Tự Quốc tế ở vùng Nam Philippines trong một công tác từ thiện trên đảo Jolo.
Cả đức Giáo hoàng Benedict XVI và hội Hồng Thập Tự Quốc tế đều đã lên tiếng kêu gọi phiến quân hãy tha mạng cho ba người này gồm một người Thụy Sĩ, một người Ý và một người Phi. Nghị sĩ Richard Gordon, chủ tịch hội Hồng Thập Tự Philippines, đã khóc trên đài truyền hình khi nói rằng phiến quân không chịu từ bỏ lời hăm dọa là sẽ chặt đầu một trong số ba con tin.
Nhóm Abu Sayyaf từng chặt đầu con tin trong quá khứ, kể cả một người đàn ông Mỹ vào năm 2001 cũng như bảy người Phi trong năm 2007. Chính phủ Hoa Kỳ đã liệt nhóm Abu Sayyaf, có khoảng 400 tay súng, vào danh sách các tổ chức khủng bố.

## Giải thoát
Vào thứ ba, 31 tháng 3 năm 2009 quân đội Philippines đã chuẩn bị để tấn công thành phần bắt cóc, sau khi hạn định phiến quân đưa ra để chặt đầu một trong các con tin đã đi qua. Khoảng năm tiếng đồng hồ sau khi hạn định của phiến quân đi qua, theo tỉnh trưởng Zamboanga, ông Abdusakur Tan, ba con tin chưa bị hại.
Ông Tan đã ra lệnh cho quân đội và cảnh sát có biện pháp với nhóm Abu Sayyaf và khuyến cáo thường dân tránh xa nơi có thể xảy ra giao tranh. Ông Tan nói không có lý do gì để thương thuyết thêm với phiến quân và ban hành tình trạng khẩn trương trong khu vực rộng khoảng 894 cây số vuông, giới hạn sự di chuyển của dân chúng, ấn định giờ giới nghiêm trên đảo với đa số trong khoảng 845.000 dân theo Hồi giáo.

## Một con tin được thả
Vào thứ năm, 2 tháng 4, nhóm phiến quân đã thả một trong ba con tin Hồng Thập Tự, một phụ nữ, sau 10 tuần lễ bị cầm giữ trong rừng. Bộ trưởng Quốc phòng Gilbert Teodoro loan báo trên đài truyền hình rằng Mary Jean Lacaba, 37 tuổi, đã được thả và hiện đang được sự bảo vệ của quân đội. Theo nghị Sĩ Richard Gordon, bà Lacaba khỏe mạnh và bình an. Ông cũng bày tỏ sự hy vọng là hai người kia cũng sẽ được thả.
Ông nhận được tin tức nói rằng con tin người Ý Eugenio Vagni và con tin Thụy Sĩ Andrea Notter vẫn còn sống và một trong hai người phải dùng gậy khi di chuyển. Phó tỉnh trưởng Jolo, Lady Anne Sahidulla, người nói rằng bà đã vận động với phía phiến quân để Lacaba được thả ra, cũng nói rằng bà nhìn thấy hai con tin này và họ vẫn khỏe mạnh. Trung tướng Nelson Allaga, tư lệnh quân khu Tây Mindanao, nói mọi người đều vui mừng khi thấy bà Lacaba được thả. Bà Lacaba đã nói chuyện với chồng và các đồng nghiệp thuộc Hội Hồng Thập Tự Quốc tế.
Bà Sahidulla, người từng thăm viếng các con tin trước đây, đã quay trở lại để gặp lãnh tụ của nhóm Abu Sayyaf.
"Khi tôi gặp họ tôi đã thuyết phục được họ để thả Lacaba," bà nói. Tại Geneva, phát ngôn viên Chữ Thập Đỏ Florian Westphal xác nhận bà Lacaba đã được thả và bà có vẻ khỏe mạnh. Ông Gordon từ chối không cho biết lý do tại sao bà Lacaba được thả, chỉ nói rằng ông hy vọng hai người còn lại sẽ sớm có tự do.